# Виктория (име)
Вижте пояснителната страница за други значения на Виктория.
Виктория е женско име. Означава „победа“ на латински.
„Виктория“ е римска богиня на победата. Носителките на името празнуват именния си ден на 11 ноември-„Свети Мина“ и на 18 април-Св. мъченик Виктор.
Виктория е и най-често използваното женско име за родените през 2007-2009 година (2,63%).
На този ден празнуват Виктор, Виктория, Викентий и др.